# Mazaricos
Mazaricos es un municipio de la provincia de La Coruña, en la comunidad autónoma de Galicia (España). Su capital es la localidad de A Picota en la parroquia de Mazaricos.

## Geografía

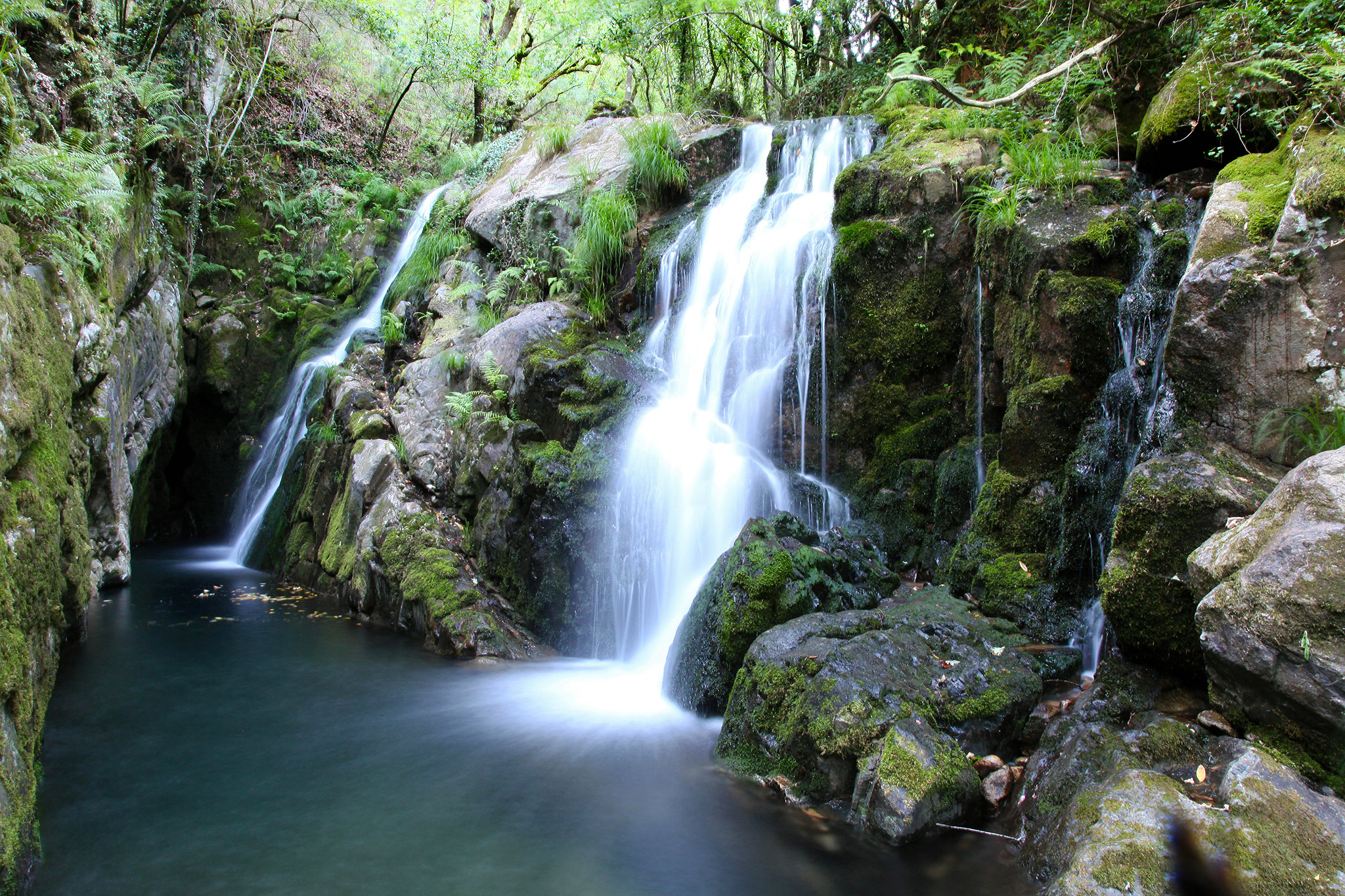
Fervenza de Santa Leocadia (Chacín)

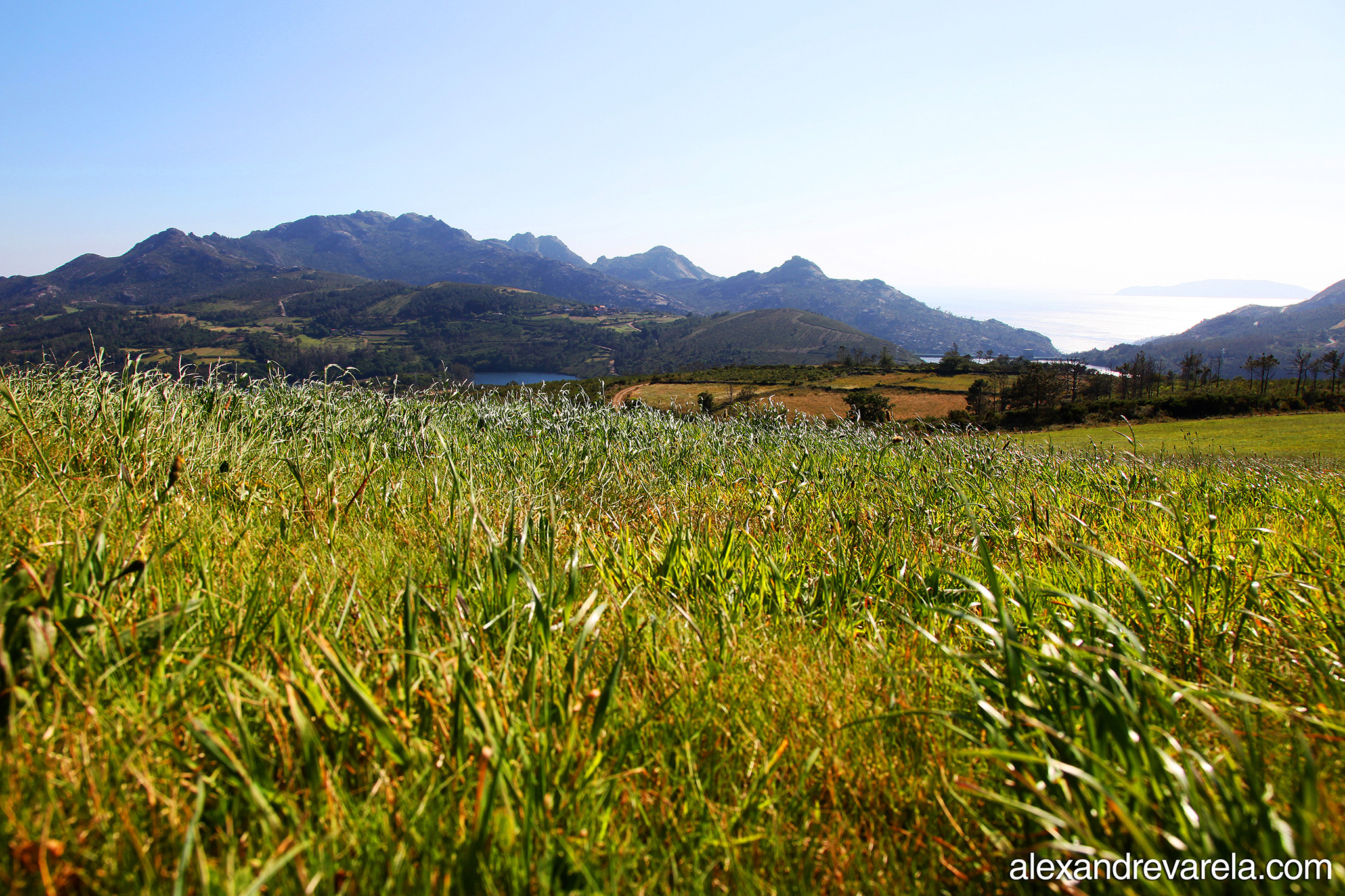
Monte Pindo, con el océano Atlántico y Fisterra al fondo

Mazaricos se encuentra rodeado por los municipios de Santa Comba (con quien forma la comarca del Jallas), Negreira, Outes, Muros, Carnota, Dumbría, Vimianzo y Zas.
Está en una situación estratégica al borde de la costa a 10 min de la ría de Muros y Noya y la playa de Carnota, con más de 7 km de longitud.

## Geografía humana

### Demografía
Cuenta con una población de 3719 habitantes (INE 2024).
| Gráfica de evolución demográfica de Mazaricos entre 1842 y 2021                                                       |
| |
| Población de derecho según los censos de población del INE. Población de hecho según los censos de población del INE. |

| Evolución de la población de Mazaricos - desde 1900 hasta 2022 -                                                                     |       |       |       |       |       |       |       |         |          |          |          |          |
| 1900 | 1930  | 1950  | 1981  | 2004  | 2007  | 2010  | 2011  | 2012    | 2013     | 2020     | 2021     | 2022     |
| 6.036 | 6.769 | 7.183 | 6.757 | 5.639 | 5.179 | 4.854 | 4.720 | {{{9}}} | {{{10}}} | {{{11}}} | {{{12}}} | {{{13}}} |
| Fuentes: INE e IGE (Los criterios de registro censal variaron entre 1900 y 2011, y los datos del INE y del IGE pueden no coincidir.) |       |       |       |       |       |       |       |         |          |          |          |          |

## Parroquias

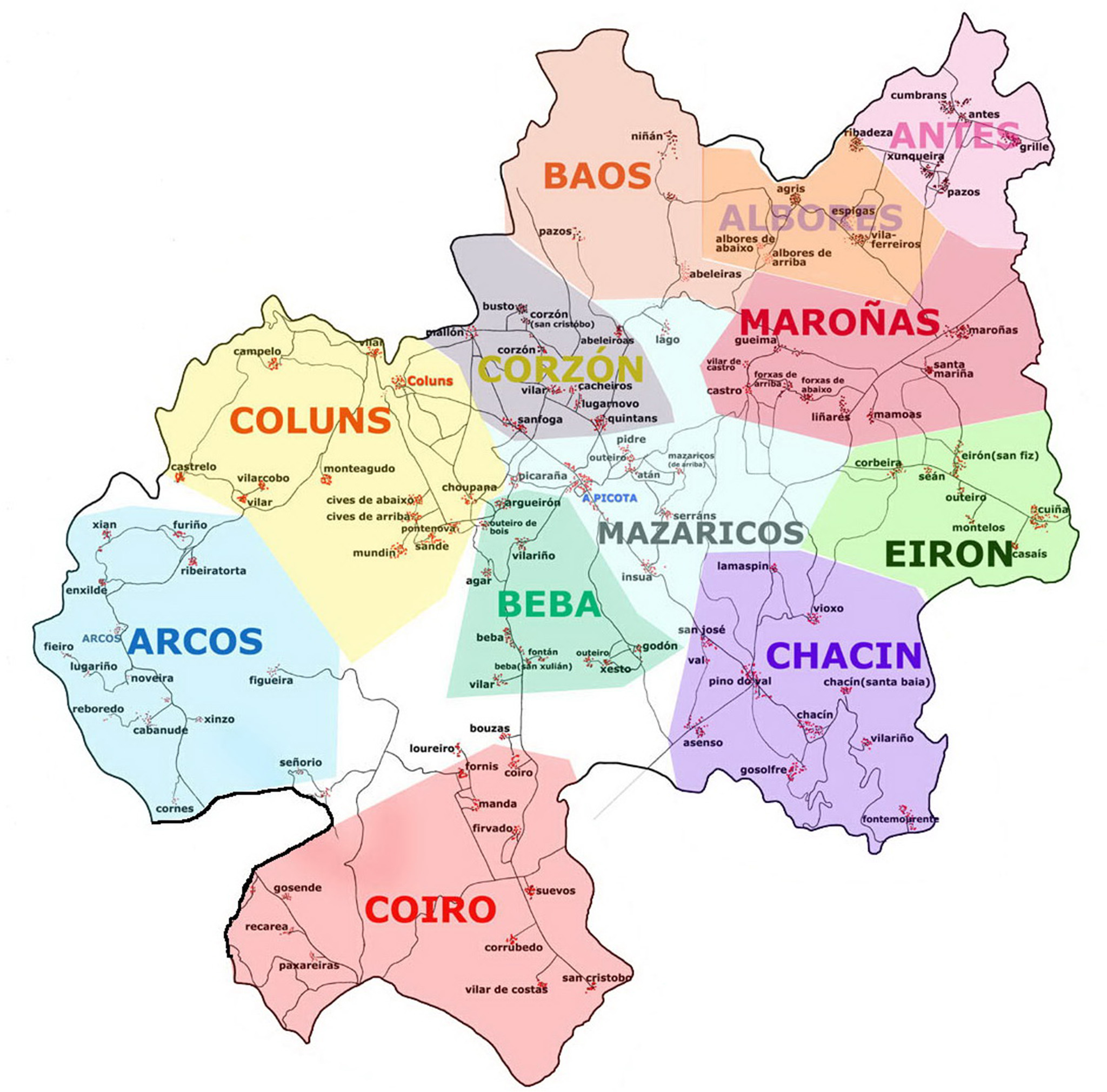
Mazaricos mapa parroquias.

Parroquias que forman parte del municipio:
- Alborés (San Mamede)
- Antes (San Cosme)
- Arcos (Santiago)
- Baos (Santo Tomé)
- Beba (San Xulián)
- Chacín (Santa Eulalia)[4]
- Coiro (Santa María)
- Colúns (San Salvador)
- Corzón (San Cristobo)
- Eirón (San Fins)
- Maroñas (Santa Mariña)
- Mazaricos (San Xoán)

## Economía
Sus actividades principales son la ganadería y la agricultura. Su pujanza en el sector primario se comprende con los datos, la comarca del Jallas es líder en producción de leche en Galicia y uno de los principales productores de Ternera Gallega.
Por sus tierras pasa el Camino de Santiago en su ruta hacia Finisterre, en su prolongación del Camino Francés.

## Patrimonio natural e histórico
- Monte Pindo: Su mayor icono es el Monte Pindo (627 m), el llamado Olimpo Celta, que comparte con su vecino ayuntamiento de Carnota. Cabe destacar el clamor popular de convertir este paraje en parque natural, liderado por la Asociación Monte Pindo parque natural, petición ninguneada una y otra vez por las administraciones. Otras montañas destacables son: A Ruña (641 m), Montes das Paxareiras (581 m), Aro (555 m) y Pedroso (501 m).
- Río Jallas: Su principal río es el Jallas, único río de Europa que desemboca en el mar en cascada. Numerosos valles fluviales desembocan a su vez en él. También de gran belleza son las cascadas (fervenzas en gallego) situadas en los lugares de Chacín y Arcos.
- Devesa de Anllares: Su mayor joya forestal es la Devesa de Anllares, el bosque autóctono (fraga en gallego) más occidental de Galicia, de 50 ha, entre los lugares de Campelo y Castrelo en el tramo final del río Jallas.
- Castillo de Peñafiel: En las estribaciones del Monte Pindo en la parroquia de Arcos, se encuentra el célebre Castillo de Peñafiel, hoy en día en ruinas.
- Capilla de A Virxe do Monte: Fundada en el año 1615, en la parroquia de Coiro, donde se celebra la romería de A Romaxe.
- Dolmen de Mina de Parxubeira: Se conserva en perfecto estado de conservación, también llamado Dolmen de Corveira, en la localidad de Corveira (parroquia de Eirón), a escasos metros de la carretera La Coruña - Muros en el km 74.
- Castro celta: En la localidad de Montellos (parroquia de Eirón) se encuentran los restos de un antiguo castro celta.
- Puente romano de Brandomil: Sobre el río Jallas, en la frontera con su vecino ayuntamiento de Zas, se erige en perfecto estado de conservación este puente medieval de orígenes romanos, construido en el primer siglo de nuestra época.
- Monumentos: Entre los numerosos y de variados estilos existentes, cabe destacar el puente de A Pontenova (A Picaraña), Hórreo de Castelo (Corveira), Cruceiro do Cirolán (Suevos), y Pazo de Fontán (Beba). Importante la cantidad existente de mámoas, así como otros vestigios de marcadas raíces celtas.

## Fiestas
- Festa do bolo do pote: Con más de dos décadas de historia, es la mayor cita gastronómica de Mazaricos y de la comarca del Jallas. Se celebra cada año el primer domingo después de carnaval. Consta de diferentes actividades y una degustación gratuita del “Bolo do Pote” elaborado de forma artesanal por las Amas de Casa de Mazaricos y la Asociación Monte Picoto. El mismo día, los restaurantes de A Picota también realizan un menú degustación de Bolo do Pote con Cocido Gallego.
- A Romaxe: La más destacable de sus romerías tradicionales, celebrada el último domingo de agosto, y también llamada "Virxe do Monte" en la parroquia de Coiro. Otras romerías tradicionales importantes son la "Virxe do Carme" en Mazaricos, la "Virxindón" en Quintáns, el "Socorro" de San Fins de Eirón, el "Sacramento" en Os Vaos y el "Rubín" de San Cosme de Antes.
- Entroido de Arcos: El carnaval tradicional por el que se está apostando fuerte para recuperar sus orígenes.
- Fiestas patronales: Entre las fiestas patronales destacan las de "San Xoán" de Mazaricos, "San Cristovo" de Corzón, "Santa Mariña" de las Maroñas, "Santiago" de Arcos, "San Fins" de Eirón, "San Salvador" de Colúns y "San Cosme" de Antes.